# Dick Anderson
Pour les articles homonymes, voir Anderson.
College Football Hall of Fame 1993
(en) Statistiques sur pro-football-reference
Richard Paul "Dick" Anderson, né le 10 février 1946 à Midland, dans le Michigan, est un joueur professionnel américain de football américain évoluant au post de safety pour les Dolphins de Miami de l'American Football League (AFL) et de la National Football League (NFL) pendant neuf saisons au cours des années 1960 et 1970. Au niveau universitaire, il joue pour les Buffaloes de l'université du Colorado (CU). Il est sélectionné au troisième tour du draft 1968 (en), et il joue toute sa carrière professionnelle pour les Dolphins.

## Carrière universitaire
Anderson est nommé dans la première équipe All-America lors de sa dernière saison à l'université du Colorado, en 1967, et établit un record scolaire avec 14 interceptions et 266 tackles en carrière. Il est sélectionné, tout comme son frère Bobby, dans l'équipe All-Century des Buffaloes. En 1980, il est intronisé au Colorado Sports Hall of Fame et en 2002 à l'Athletic Hall of Fame de CU. En 1993, il fait son entrée au College Football Hall of Fame.

## Carrière professionnelle
Anderson est sélectionné par les Dolphins de Miami, au troisième tour de la draft 1968 de l'AFL (en) et lors de sa première saison, il est nommé rookie défensif de l'année. Il est sélectionné trois fois au Pro Bowl en 1972, 1973, où il est aussi nommé joueur défensif de l'année de la NFL, et en 1974, où il est l'un des leaders de la célèbre défense des Dolphins,. Anderson a également été le président de la National Football League Players Association (NFLPA) de 1975 jusqu'à sa retraite, en janvier 1978.
Au cours de ses neuf saisons dans la AFL/NFL, Anderson enregistre 34 interceptions, qu'il a retournées pour 792 yards et trois touchdowns. Il récupère également 15 fumbles, qu'il retourne pour 100 yards et un touchdown. Dans les équipes spéciales, il gagne 430 yards en retournant les kickoffs et il a également 9 punts à son actif pour un total de 335 yards.
Après sa retraite, Anderson devient un homme d'affaires prospère et sénateur de l'État de Floride.
Le 3 décembre 1973, Anderson réalise peut-être réalisé son meilleur match de sa carrière, devenant le 7e joueur  dans l'histoire de la NFL à intercepter quatre passes en un seul match, lors de la victoire 30-26 des Dolphins sur les Steelers de Pittsburgh. Depuis cette date, six autres joueurs ont égalé cette marque.
Le 3 décembre 2006, Anderson est inscrit au Miami Dolphins Honor Roll (en) à la mi-temps du match entre les Dolphins et les Jaguars de Jacksonville.
En 2018, la Professional Football Researchers Association (en) nomme Anderson au Hall of Very Good Class de la PFRA. Il est connu pour être l'un des cinq joueurs de l'équipe NFL All-Decade des années 1970 à ne pas être intronisé au Pro Football Hall of Fame.

## Statistiques en NFL

### Saison régulière
| Année  | Équipe            | MJ     |       | Plaquages | Plaquages | Plaquages | Plaquages |       | Interceptions | Interceptions | Interceptions | Interceptions |  | Fumbles | Fumbles |
| Année  | Équipe            | MJ     | Total | Seul      | Ast.      | Sacks     | Nb.       | Yards | Déf.          | TD            | Nb.           | Rec.          |  |         |         |
| 1968   | Dolphins de Miami | 14     | 0     | 0         | 0         | 0         | 8         | 230   | 0             | 1             | 0             | 1             |  |         |         |
| 1969   | Dolphins de Miami | 14     | 0     | 0         | 0         | 0         | 3         | 106   | 0             | 0             | 0             | 3             |  |         |         |
| 1970   | Dolphins de Miami | 14     | 0     | 0         | 0         | 0         | 8         | 191   | 0             | 0             | 0             | 2             |  |         |         |
| 1971   | Dolphins de Miami | 14     | 0     | 0         | 0         | 0         | 2         | 33    | 0             | 0             | 0             | 4             |  |         |         |
| 1972   | Dolphins de Miami | 14     | 0     | 0         | 0         | 0         | 3         | 34    | 0             | 0             | 0             | 5             |  |         |         |
| 1973   | Dolphins de Miami | 14     | 0     | 0         | 0         | 0         | 8         | 163   | 0             | 2             | 0             | 0             |  |         |         |
| 1974   | Dolphins de Miami | 14     | 0     | 0         | 0         | 0         | 1         | 3     | 0             | 0             | 0             | 1             |  |         |         |
| 1976   | Dolphins de Miami | 9      | 0     | 0         | 0         | 0         | 1         | 32    | 0             | 0             | 0             | 0             |  |         |         |
| 1977   | Dolphins de Miami | 14     | 0     | 0         | 0         | 0         | 0         | 0     | 0             | 0             | 0             | 0             |  |         |         |
| Totaux | Totaux            | Totaux | 0     | 0         | 0         | 0         | 34        | 792   | 0             | 3             | 0             | 16            |  |         |         |

### Séries éliminatoires
| Année  | Équipe            | MJ     |       | Plaquages | Plaquages | Plaquages | Plaquages |       | Interceptions | Interceptions | Interceptions | Interceptions |  | Fumbles | Fumbles |
| Année  | Équipe            | MJ     | Total | Seul      | Ast.      | Sacks     | Nb.       | Yards | Déf.          | TD            | Nb.           | Rec.          |  |         |         |
| 1970   | Dolphins de Miami | 1      | 0     | 0         | 0         | 0         | 0         | 0     | 0             | 0             | 0             | 0             |  |         |         |
| 1971   | Dolphins de Miami | 3      | 0     | 0         | 0         | 0         | 1         | 62    | 0             | 1             | 0             | 1             |  |         |         |
| 1972   | Dolphins de Miami | 3      | 0     | 0         | 0         | 0         | 2         | 12    | 0             | 0             | 0             | 1             |  |         |         |
| 1973   | Dolphins de Miami | 3      | 0     | 0         | 0         | 0         | 1         | 19    | 0             | 0             | 0             | 0             |  |         |         |
| 1974   | Dolphins de Miami | 1      | 0     | 0         | 0         | 0         | 1         | 14    | 0             | 0             | 0             | 0             |  |         |         |
| Totaux | Totaux            | Totaux | 0     | 0         | 0         | 0         | 5         | 107   | 0             | 1             | 0             | 2             |  |         |         |

## Vie privée
Son frère est Bobby Anderson (en), il a été running back pour les Buffaloes. Son fils, Blake Anderson, a joué wide receiver  pour l'université du Colorado également.